# Real Madrid TV
Real Madrid TV je kodirani digitalizirani televizijski program. Kanalom upravlja športsko društvo Real Madrid. Televizija prati upravo ovaj madridski tim i nogometnu reprezentaciju Španjolske. Televizija je pokrenuta 14. veljače 1999. i emitira na dva jezika, španjolskom i engleskom. Sjedište je smješteno u Ciudadu tj. Valdebebasu.
RMTV nudi fanovima madridske momčadi intervjue s igračima i osobljem, sve utakmice Reala i španjolske Primere.

## Vanjske poveznice
- Službena stranica
- Real Madrid TV at LyngSat Address  Arhivirana inačica izvorne stranice od 5. srpnja 2009. (Wayback Machine)